# Otto Binswanger

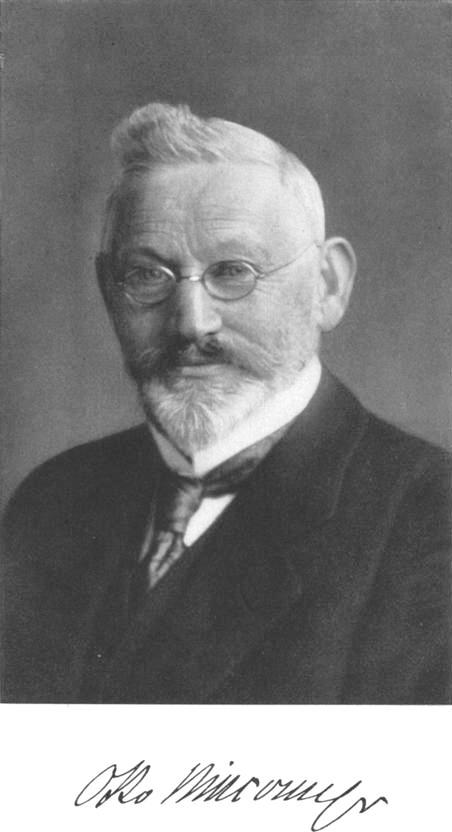
Otto Binswanger

Otto Ludwig Binswanger (* 14. Oktober 1852 in Scherzingen, Münsterlingen; † 15. Juli 1929 in Kreuzlingen) war ein Schweizer Psychiater und Neurologe, der der Richtung der Neuropsychiatrie zugerechnet werden kann.

## Leben
Binswanger stammte aus der ursprünglich bayerischen Familie Binswanger, aus der mehrere bekannte Psychiater hervorgingen. Er war der Sohn von Ludwig Binswanger d. Ä., des Begründers des Sanatoriums Bellevue im schweizerischen Kreuzlingen und der Onkel des Begründers der Daseinsanalyse Ludwig Binswanger.
Er studierte an der Ruprecht-Karls-Universität Heidelberg, der Kaiser-Wilhelms-Universität Straßburg und der Universität Zürich Medizin. Er wurde im Corps Suevia Heidelberg (1872) und im Corps Tigurinia Zürich (1873) recipiert. Nach neun Monaten bei seinem Vater in der Kreuzlinger Kuranstalt ging er als Assistent zu dem Hirnanatomen Theodor Meynert in Wien.
Ab 1877 war er bei Ludwig Meyer in der Psychiatrischen Klinik der Georg-August-Universität Göttingen tätig. In Göttingen wurde er zum Dr. med. promoviert. Danach arbeitete er am Pathologischen Institut in Breslau, bis er Anfang 1880 an die Psychiatrische und Nervenklinik der Charité als Oberarzt unter Carl Friedrich Otto Westphal berufen wurde, wo er sich 1882 mit einer Arbeit über Gehirnmissbildungen habilitierte. Nachdem er die deutsche Approbation aufgrund seiner außerordentlichen wissenschaftlichen Befähigung per Dekret erhalten hatte, bekam er – kaum 30-jährig – 1882 einen Ruf der Universität Jena als Direktor der Landesheilanstalt und die Stelle als a.o. Professor der Psychiatrischen Universitätsklinik. 1891 zum o. Professor für Psychiatrie ernannt, leitete er die Psychiatrische Universitätsklinik bis zu seiner Emeritierung am 1. Oktober 1919. Binswanger wurde im April 1911 zum Prorektor der Universität Jena gewählt, bekleidete zwei Mal (SS 1900 und WS 1911/12) an der Jenaer Universität das Rektorenamt. und erhielt den Titel eines Medizinalrates und schließlich den des Geheimen Medizinalrates. Einer seiner namhaften Patienten war Friedrich Nietzsche, andere die (späteren) Schriftsteller Hans Fallada und Johannes R. Becher.
Binswanger schuf sich einen internationalen Ruf als Kliniker. Auf seine Anregung geht die Entwicklung einer eigenständigen Kinder- und Jugendpsychiatrie zurück. In Jena arbeitete er beratend am Kinder- und Jugendsanatorium von Johannes Trüper auf der Jenaer Sophienhöhe mit. Neben seiner umfangreichen Tätigkeit war er während des Ersten Weltkrieges im Feldlazarett sowie als Gutachter und Berater des thüringischen Armeekorps tätig. Unter seinen weit über 100 Veröffentlichungen befinden sich seine wohl bedeutendsten Arbeiten über die Epilepsie, die Neurasthenie und das zusammen mit Ernst Siemerling herausgegebene Lehrbuch der Psychiatrie sowie seine Arbeit über Hysterie. Binswanger engagierte sich auch in nichtmedizinischen Bereichen. So war er unter anderem ab 1918 Mitglied des Aufsichtsrates der Sächsisch-Thüringischen Portland-Cement-Fabrik Prüssing & Co. KG a.A. in Göschwitz. Dieses Mandat behielt er bis zu seinem Tode, der ihn am 15. Juli 1929 beim Kartenspiel ereilte.
Sein Name fand durch die von ihm beschriebene Binswanger-Krankheit Eingang in die klinische Nomenklatur. Bei Morbus Binswanger beziehungsweise Binswanger-Demenz handelt es sich um eine subkortikale arteriosklerotische Enzephalopathie (SAE), eine Form der Demenz, bei der Gehirnschäden durch langjährige arterielle Hypertonie und Arteriosklerose hervorgerufen werden.
Binswanger war mit Emilie Bädecker (1859–1941) verheiratet, der Tochter des bremischen Kaufmannes und Reeders Reinhard Wilhelm Bädecker und wurde Schwiegervater von Hans Constantin Paulssen und Schwager von Heinrich Averbeck. Er war Ehrenmitglied des Corps Tigurinia.